# Amthof 17 (Alsfeld)

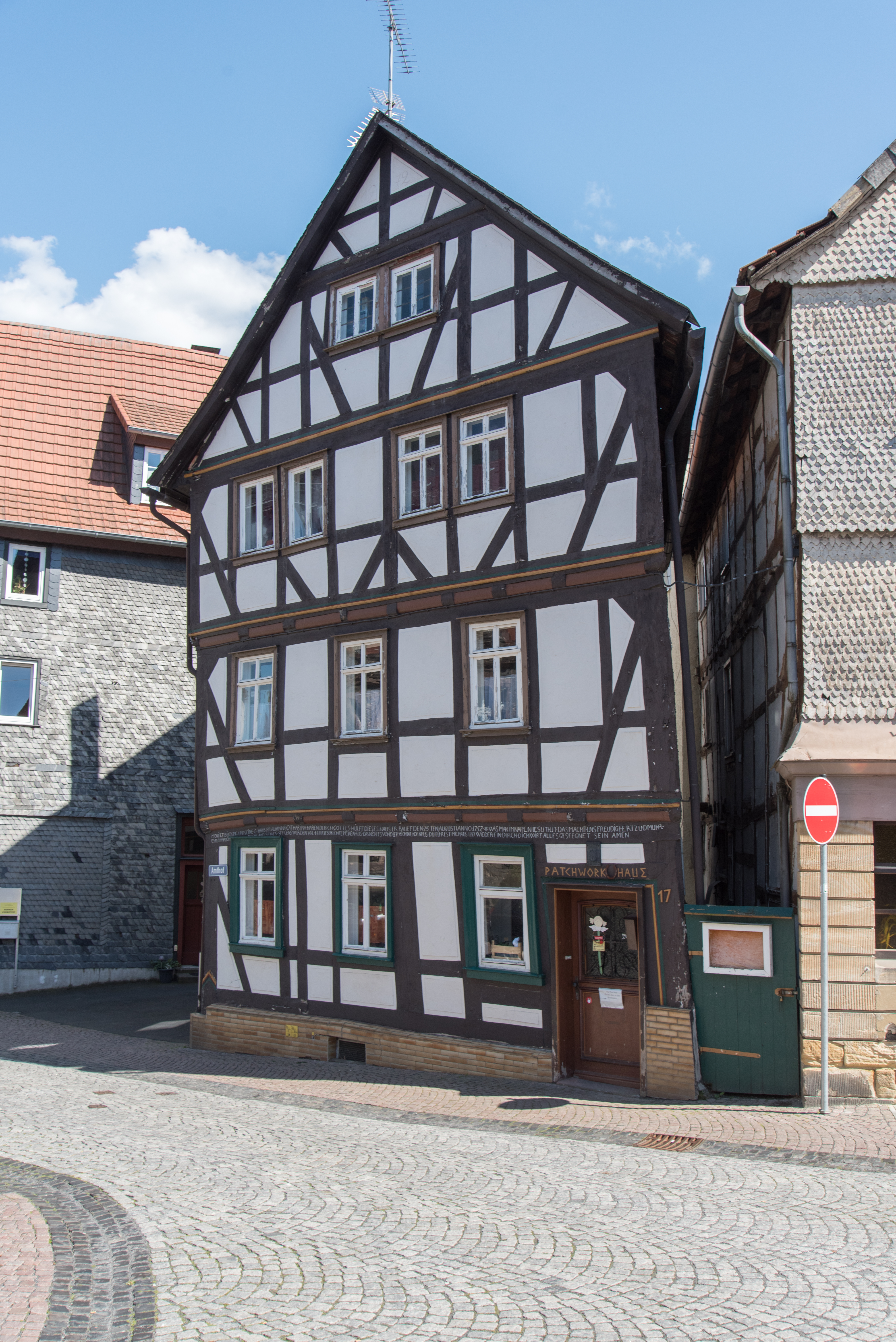
Haus Amthof 17 in Alsfeld

Das Gebäude Amthof 17 in Alsfeld, einer Stadt im Vogelsbergkreis in Hessen, wurde 1752 errichtet. Das Fachwerkhaus ist ein geschütztes Kulturdenkmal.
Das dreigeschossige Wohnhaus mit giebelseitiger Straßenfront besitzt an den Eckständern einfach verriegelte Mannfiguren. Im zweiten Obergeschoss finden sich im Brüstungsbereich einfache Fußstreben. Beim Geschossüberstand sind die Balkenköpfe in die Füllhölzer eingearbeitet.
Es sind noch Reste der Türgewände aus der Bauzeit erhalten. Der Sockelbereich wurde mit Steinen verkleidet. 
Die Inschrift im Rähm lautet: „MORITZ BÜCKING UND SEINE E HAUS FRAU ANNA CATHARINA HABEN DURCH GOTTES HÜLF DIESES HAUS ERBAUET DEN 25 TEN AUGUST ANNO 1752 / WAS MAN IM NAHMEN IESU THUT DAS MACHT UND FREUDIG HERTZ UND MUTH ES MUS IHM AUCH GERAHTEN WOHL UND SEINES SEGENS WERDEN VOL HERR IESU RICHTE MEINEN FUS DAS NICHTS VON DIER MICH WENDEN MUS DU FÜHREST MICH AUS UND WIEDER EIN DURCH DICH WIRT ALLES GESEEGNET SEIN AMEN“.